# 안동 만대헌
안동 만대헌(安東 晩對軒)은 경상북도 안동시 북후면 모산이, 도계서원에 있는 건축물이다. 1992년 7월 18일 경상북도의 유형문화재 제267호로 지정되었다.

## 개요
조선 선조 34년(1601)에 문과에 급제하여 호조, 예조정랑 등의 관직을 지낸 옥봉 권위(1552∼1630) 선생이 학문을 익히고, 제자를 양성하기 위해 선조 20년(1587)에 세운 건물이다.
건물의 전체적인 구성은 ㄱ자형으로 왼쪽에는 온돌방이 있고, 오른쪽에는 옥마루를 깔았다. 원래 온돌방은 1칸으로 되어 있었는데 현재는 방 사이에 문틀이 설치되어 있다.
마루 위쪽에는 임진왜란 당시 명나라 장수 주원조와 화답한 시문이 걸려 있으며, 동생인 권오가 쓴 '만대헌'이란 현판이 있다.

## 같이 보기
- 도계서원

## 참고 문헌
- 안동만대헌 - 국가유산청 국가유산포털